# Maria Pechtol
Maria Josefa Rosl Pechtol (* 6. Oktober 1918 in Temesvár, Königreich Ungarn, Österreich-Ungarn; † 25. Juli 2003 in Stuttgart) war eine deutsche Germanistin, Sprachwissenschaftlerin und Hochschullehrerin an der West-Universität Timișoara.

## Leben
Maria Pechtold war die Tochter von Josef Schütz, dem Direktor der Lehrerbildungsanstalt Banatia in Timișoara. Sie besuchte von 1928 bis 1931 erst das Untergymnasium, dann von 1931 bis 1936 das Lyzeum der Armen Schulschwestern Notre Dame ebenda. Von 1937 bis 1940 arbeitete sie zunächst als Sekretärin an der Banatia. Von 1941 bis 1945 studierte sie Germanistik, Latein, Französisch, Rumänisch, Philosophie und Geschichte an der Universität Wien, wo sie 1944 bei Josef Nadler  zum Thema „Die Geschichte des Temeswarer deutschen Theaters im 19. Jahrhundert“ promovierte. Das Tragen ihres Doktortitel wurde ihr im Zuge der kommunistischen Machtübernahme in Rumänien untersagt. Von 1945 bis 1950 war Maria Pechtol von der Verschleppung von Rumäniendeutschen in die Sowjetunion betroffen. Zwischen 1950 und 1959 arbeitete sie erst als Deutschlehrerin an der Pädagogischen Lehranstalt in Timișoara, dann ab 1958 am Germanistiklehrstuhl der Pädagogischen Hochschule und späteren Universität, bis sie im Oktober 1973 in den Ruhestand trat. 1978 reiste Maria Pechtol in die Bundesrepublik Deutschland aus, wo sie sich mit ihrem Ehemann Erwin Pechtol (1912-1988) in Herrenberg niederließ. Sie starb 2003 in Stuttgart.
Von 1958 bis 1961 war Pechtol als wissenschaftliche Assistentin und von 1961 bis 1973 als Dozentin für Sprachwissenschaften am Germanistiklehrstuhl der West-Universität Timișoara tätig. Im Hochschuljahr 1968–1969 hielt sie Vorlesungen über Banater Dialektologie, die später von Peter Kottler weitergeführt wurden. Weitere Vorlesungen Pechtols behandelten die Geschichte der deutschen Sprache und Vergleichende Grammatik der germanischen Sprachen. Mit Stefan Binder und Hans Weresch stellte Maria Pechtol 1974 zwei Bände literarischer Textsammlungen für Studenten zusammen. Von 1962 bis 1974 betreute sie 39 Diplomarbeiten der Absolventen in den Bereichen Banater-Deutsche Dialektologie und Volkskunde mit dem Ziel der Erforschung der deutschen Dialekte im Banat. Ein weiteres Schwerpunktthema in der Forschung Pechtols war das Deutsche Staatstheater Temeswar.

### Theaterwissenschaft
Im Bereich der Theaterwissenschaft veröffentlichte Maria Pechtol 1972 „Thalia in Temeswar. Die Geschichte des Temeswarer deutschen Theaters im 18. und 19. Jahrhundert.“ Die Arbeit behandelt den Beginn der Schauspielerei in Temeswar ab 1764, seine Entwicklung mit Höhepunkten und Stagnationsphasen, parallel mit dem zeitweiligen Aufschwung des Singspiels, die Verdrängung des deutschsprachigen durch das ungarische Theater Ende des 19. Jahrhunderts und die Wiedereröffnung der deutschsprachigen Bühne in Timișoara 1953. 
Eine Kurzfassung dieser Arbeit erschien 1981 in München im Abschnitt Theater des Sammelbandes „Tausend Jahre Nachbarschaft. Deutsche in Südosteuropa“, neben den Untersuchungen zum Volksschauspiel Südosteuropas und dem deutschsprachigen Theater in Siebenbürgen und in Czernowitz. Vor der Veröffentlichung im Bukarester Kriterion Verlag war „Thalia in Temeswar“ 1970 als Vorabdruck in zwei Reihen (18. und. 19. Jahrhundert) in der Neuen Banater Zeitung (NBZ) erschienen. Zum gleichen Thema veröffentlichte sie im Dezember 1970 in der Zeitung ihren Beitrag „Fidelio in Temeswar. Zur 200. Wiederkehr von Beethovens Geburtstag“.

### Mundartforschung
Maria Pechtol veröffentlichte Ende der 1960er und Anfang der 1970er Jahre in der deutschsprachigen Presse Rumäniens sprachwissenschaftliche Beiträge zum Sprachgebrauch und zur Sprachpflege der deutschen Umgangssprache.
In der Rubrik „Unsere Sprache“ der NBZ erschienen Kommentare von Pechtol, in denen sie auf Fehlerquellen im Temeswarer Umgangsdeutsch und in den deutschen Dialekten des Banats durch sprachliche Interferenzerscheinungen zur rumänischen Staatssprache verwies. Hier veröffentlichte Pechtol zwischen 1969 und 1971 sprachgeschichtliche Untersuchungen zur Synonymik zahlreicher Wörter aus dem Grundwortschatz der dialektalen Lexik, die aus den Sammlungen der Studenten und aus Feldforschungen des Lehrstuhls mit Blick auf einen Banater Sprachatlas stammten. Repräsentativ für diese Reihe sind die Aufsätze über: „Sieße Got, saurer Phat“, „Großmutter, Großi, Oma?“, „Maje oder in Visit gehen“, „Vom geschenkten Gaul“, „Bollerloch und andere Spiele“.
Pechtol wirkte seit Beginn ihrer Tätigkeit am Germanistik-Lehrstuhl neben Stefan Binder, Johann Wolf und Hans Weresch im Arbeitskreis für Mundartforschung mit. Sie nahm ab Sommer 1972 neben Peter Kottler und Cristina Stanciu mit Studenten des Lehrstuhls an Feldforschungen zur Erfassung der Banater deutschen Mundart teil. Für das geplante Banater deutsche Mundartwörterbuch betreute sie 39 dialektologische Examensarbeiten von Absolventen und leitete Studenten beim Exzerpieren von Mundartliteratur an. Aus dieser Beschäftigung ging in den Jahren 1971 bis 1973 die in der NBZ erschienene Reihe „Schwäbisches Wörterbuch“ hervor.
Ihre Aufsatzreihe „Aus dem Schatz der Banater deutschen Mundarten“ behandelte in neun Folgen mittelhochdeutsche und ältere Elemente im Grundwortschatz der banatschwäbischen Dialekte mit Bedeutungsänderungen in einzelnen Lokalmundarten. 1970 entstand ihre Untersuchung „Was die Schwowe parliere. Französisches Wortgut in den Banater Mundarten“, in der sie das aus den Herkunftsgegenden der Siedler mitgebrachte französische Wortgut behandelte und so Hinweise auf die Ansiedlung französischer Kolonisten im Banat fand. Ihre 1972 veröffentlichte sechsbändige Reihe „Rumänische Lehnwörter in den Banater deutschen Mundarten“ unterscheidet ältere und neue, nach 1944 übernommene Lehnwörter. 1971 behandelte sie in zwölf Folgen „Ungarisches Lehngut in den Banater deutschen Mundarten“ seit der Mitte des 19. Jahrhunderts. Ende 1972 erschien das in zwei Folgen beschriebene „Serbische Lehngut in den Banater deutschen Mundarten“. Die 1973 veröffentlichte Abschlussreihe des „Schwäbischen Wörterbuchs“ ist, wie die einführende Reihe, älteren dialektalen Wortformen gewidmet und befasst sich in vier Folgen mit „Krankheitsbezeichnungen in den Banater deutschen Mundarten“. Das von Maria Pechtol geplante Wörterbuch der Banater deutschen Mundarten blieb unvollendet.

## Publikationen (Auswahl)
- Lesebuch für die VI. Klasse, Bukarest 1953[5]
- Deutsche Sprachlehre und Rechtschreibung für die V.-VII. Klasse, Bukarest 1954[5]
- Deutsche Sprache und Rechtschreibung (zusammen mit Paula Knopf), Bukarest 1955[5]
- „Auswahl deutscher Texte von den ältesten Zeiten bis ins 17. Jahrhundert“, Timișoara 1958[1]
- „Thalia in Temeswar. Die Geschichte des Temeswarer deutschen Theaters im 18. und 19. Jahrhundert“, Kriterion Verlag, Bukarest 1972
- „Vergleichende Grammatik der germanischen Sprachen“, Universitätsdruckerei Timișoara 1974
- „Das Temeswarer deutsche Theater im 18. und 19. Jahrhundert“, In: „Tausend Jahre Nachbarschaft. Deutsche in Südosteuropa.“ Hrsg. Stiftung Ostdeutscher Kulturrat, Bonn. München 1981

Linguistische Themen der deutschen Minderheit in Rumänien wurden vorwiegend in der deutschsprachigen Presse publiziert. Unter dem Rahmentitel „Schwäbisches Wörterbuch“ waren in der NBZ ab 1971 mehrere Aufsatzreihen von Maria Pechtol erschienen:
- „Was die Schwowe parliere. Französisches Wortgut in den Banater Mundarten“, Timișoara 1970
- „Aus dem Schatz der Banater deutschen Mundarten“, neun Folgen, Timișoara 1971
- „Ungarisches Lehngut in den Banater deutschen Mundarten“, zwölf Folgen, Timișoara 1971
- „Rumänische Lehnwörter in den Banater deutschen Mundarten“, sechs Folgen, Timișoara 1972
- „Serbisches Lehngut in den Banater deutschen Mundarten“, zwei Folgen, Timișoara 1972
- „Krankheitsbezeichnungen in den Banater deutschen Mundarten“, vier Folgen, Timișoara 1973